# Lazar Kaganovič
Lazar Mojsevič Kaganovič (rusko Лазарь Моисеевич Каганович, Lazar Moiseevič Kaganovič) je bil sovjetski politik in eden najtesnejših sodelavcev Josifa Stalina, * 22. november [O.S. 10. november] 1893, † 25. julij 1991. 
Rojen je bil v judovski družini v Ukrajini, delal kot čevljar in se leta 1911 pridružil Ruski socialdemokratski delavski stranki. Med oktobrsko revolucijo leta 1917 in po njej je zasedal vodilne položaje v boljševiških organizacijah v Belorusiji in Rusiji ter pomagal utrditi sovjetsko oblast v Turkestanu. Leta 1922 je Stalin postavil Kaganoviča na čelo organizacijskega oddelka Komunistične partije, ki mu je pomagal pri utrjevanju nadzora nad partijo. Leta 1925 je bil imenovan za prvega sekretarja Komunistične partije Ukrajine, leta 1930 pa za rednega člana politbiroja in namestnika Stalinovega partijskega sekretarja. V letih 1932–1933 je pomagal realizirati žitne kvote v Ukrajini, kar je prispevalo k lakoti v času gladomora. Od sredine 30. let prejšnjega stoletja je Kaganovič opravljal različne funkcije ljudskega komisarja za železnice, težko industrijo in naftno industrijo, med drugo svetovno vojno pa je bil imenovan za člana Državnega obrambnega odbora. 
Po Stalinovi smrti leta 1953 in vzponu Nikite Hruščova je Kaganovič hitro izgubil svoj vpliv. Potem ko je leta 1957 sodeloval v spodletelem državnem udaru proti Hruščovu, je bil odpuščen iz predsedstva in degradiran v direktorja majhne tovarne za proizvodnjo kalija na Uralu. Leta 1961 je bil izključen iz partije in je do svoje smrti živel kot upokojenec v Moskvi. Ob njegovi smrti leta 1991 je bil zadnji preživeli stari boljševik. Sovjetska zveza ga je preživela le za pet mesecev in je  26. decembra 1991 razpadla. 

## Zgodnje življenje
Kaganovič je bil rojen leta 1893 judovskim staršem v vasi Kabani,  Radomišelski ujezd, Kijevska gubernija, Ruski imperij, zdaj Dibrova, Kijevska oblast, Ukrajina. Doma so govorili jidiš. Bil je sin Mojseja Benoviča Kaganoviča (1863–1923) in Genje Josifovne Dubinske (1860–1933). Od 13 otrok, rojenih v družini, jih je 6 umrlo v povojih. Lazar je imel štiri starejše brate, ki so vsi postali člani boljševiške partije. Več Lazarjevih bratov je na koncu zasedlo položaje različnega pomena v sovjetski vladi. Mihail Kaganovič (1888–1941) je služil kot ljudski komisar za obrambno industrijo, preden je bil imenovan za vodjo Ljudskega komisariata letalske industrije ZSSR, medtem ko je Julij Kaganovič (1892–1962) postal prvi sekretar regionalnega komiteja CPSU Gorki. Izrael Kaganovič (1884–1973) je postal vodja glavnega direktorata za govedorejo  ministrstva za mesno in mlečno industrijo. Aron Mojsejevič Kaganovič (1888–1960) se je očitno odločil, da ne bo sledil svojim bratom in sestram v vladi, in ni nadaljeval politične kariere. Lazar je imel tudi sestro, Rahelo Mojsejevno Kaganovič (1883–1926), poročeno z Mordekajem Ber Lantzmanom. Nekaj časa sta živela v Černobilu. V 20. letih prejšnjega stoletja je Rahela umrla in bila pokopana v Kijevu. 
Lazar Kaganovič je pustil šolo pri 14 letih in delal v tovarnah čevljev in pri čevljarjih. Okoli leta 1911 se je pridružil boljševiški stranki. Njegov starejši brat Mihail Kaganovič je bil član stranke že od leta 1905. Na začetku svoje politične kariere, leta 1915, je Kaganovič postal komunistični organizator v tovarni čevljev, kjer je delal. Istega leta je bil aretiran in poslan nazaj v Kabane.

## Revolucija in državljanska vojna
Marca in aprila 1917 je bil Lazar Kaganovič predsednik Sindikata usnjarjev in podpredsednik Sovjeta Juzovke. Maja 1917 je postal vodja vojaške organizacije boljševikov v Saratovu, avgusta 1917 pa vodja Poleskega komiteja boljševiške stranke v Belorusiji. Med oktobrsko revolucijo leta 1917 je vodil upor v Gomelu. 
Leta 1918 je deloval kot komisar oddelka za propagando Rdeče armade. Od maja 1918 do avgusta 1919 je bil predsednik Ispolkoma (odbora) gubernije Nižni Novgorod. V letih 1919–1920 je bil guverner gubernije Voronež. Leta 1920 do 1922 je preživel v Turkmenistanu kot eden od vodij boljševiškega boja proti lokalnim muslimanskim upornikom (basmači) in poveljeval tudi nekaj kaznovalnim ekspedicijam proti lokalni opoziciji. 

## Komunistični funkcionar
Junija 1922, dva meseca potem, ko je Stalin postal generalni sekretar komunistične partije, je bil Kaganovič imenovan za vodjo partijskega Oddelka za organizacijo in inštrukcije (Orgotdel), ki je bil leto kasneje razširjen z vključitvijo Oddelka za evidence in dodelitve ter preimenovan v Organizacijsko-razporeditveni oddelek (Orgraspred).  Ta oddelek je bil odgovoren za vse naloge znotraj aparata komunistične partije. Kaganovič je tam delal in pomagal umestiti Stalinove privržence na pomembne položaje  v birokraciji komunistične partije. Na tem položaju je postal znan kot zelo sposoben in Stalinu zvest komunist. On sam je javno izjavil, da bo izvršil čisto vsak Stalinov ukaz, kar je bilo v tistem času novost. 
Maja 1924 je Kaganovič postal polnopravni član Centralnega komiteja, potem ko je bil leto prej prvič izvoljen kot kandidat, član Orgbiroja in sekretar Centralnega komiteja.
Od leta 1925 do 1928 je bil Kaganovič prvi sekretar Komunistične partije Ukrajinske SSR. Julija 1926 je bil izvoljen tudi za kandidata za člana politbiroja Komunistične partije Sovjetske zveze. Dobil je nalogo "ukrajinizacije", kar je takrat pomenilo izgradnjo ukrajinskih komunističnih ljudskih kadrov in spodbujanje "nizke" ukrajinske kulture z odstranjevanjem birokratskih ovir za uporabo ukrajinskega jezika. Do visoke kulture je bil zelo nezaupljiv. Posebej sumničav je bil do pesnika Mikole Hvilevoja. Stalinu je poslal izbor citatov iz Hvilevojevih verzov, kar je Stalina spodbudilo k napadu na pesnika. Pogosto se je spopadal z dvema najvidnejšima ukrajinskima boljševikoma, Ukrajincema  Vlasom Čubarjem in Aleksandrom Šumskim. Šumski je leta 1926 dosegel avdienco pri Stalinu in na avdienci vztrajal pri odpoklicu Kaganoviča, toda Kaganoviču je naslednje leto uspelo doseči, da so Šumskega razrešili s položaja zaradi njegove podpore Hvilovoju. Kasneje je imel Stalin v avdienci tudi Čubarja in ukrajinskega predsednika Grigorija Petrovskega. Leta 1928 je Stalin nerad pristal na odpoklic Kaganoviča. 
V Moskvi se je vrnil na položaj sekretarja Centralnega komiteja komunistične partije, na katerem je ostal  do leta 1939. Kot sekretar je podprl Stalinov boj proti tako imenovani levi in desni opoziciji v komunistični partiji in podprl Stalinovo odločitev o uveljavitvi hitre kolektivizacije kmetijstva, proti zmernejši politiki Nikolaja Buharina, ki je zagovarjal "mirno vključevanje kulakov v socializem". Poleti 1930 so Kaganoviča opozorili, da je imela Leninova vdova Nadežda Krupska govor na okrožni partijski podružnici v Moskvi, v katerem je kritizirala kolektivizacijo. Kaganovič je prihitel na sestanek in Krupsko izpostavil "grobim in ostrim zlorabam".
Julija 1930 je bil Kaganovič povišan v polnopravnega člana politbiroja in položaj obdržal 27 let. 

## Stalinov namestnik
Decembra 1930 je Vjačeslav Molotov napredoval na mesto predsednika sovjetske vlade, na njegovo prejšnje mesto Stalinovega namestnika v partijskem sekretariatu pa se je povzpel Kaganovič. Na tem mestu je ostal do februarja 1935. V teh štirih letih je bil za Stalinom in Molotovom tretja najmočnejša oseba v sovjetskem vodstvu. V Moskvi je skrbel za partijske zadeve, ko je bil Stalin na dopustu. Leta 2001 je v Rusiji izšla zbirka 836 pisem in telegramov, ki sta si jih Stalin in Kaganovič izmenjala v letih 1931–1936. Večina jih je bila prevedenih in leta 2003 objavljenih v ZDA.
V letih 1933 in 1934 je bil predsednik komisije za preverjanje članstva v partiji. Kot tak je osebno zagotovil, da nikomur, ki je povezan s protistalinsko opozicijo, ne bo dovoljeno ostati član komunistične partije. Leta 1934 je na XVII. kongresu Komunistične partije predsedoval odboru za volitve. Ponaredil je glasovanje za položaje v centralnem komiteju in izbrisal 290 glasov proti Stalinovi kandidaturi. Zaradi njegovega ponarejanja je bil Stalin ponovno izvoljen za generalnega sekretarja namesto Sergeja Kirova. Po pravilih glasovanja  naj bi generalni sekretar postal kandidat, ki dobi manj glasov proti. Pred Kaganovičevim ponarejanjem je Stalin dobil 292 glasov proti, Kirov pa le tri. Po Kaganovičevem posredovanju je imel Stalin samo dva glasova proti.
V letih 1930–1935 je bil tudi prvi sekretar moskovskega Obkoma Komunistične partije. Kasneje je vodil moskovski Gorkom Komunistične partije (1931–1934). V tem obdobju je nadziral uničenje številnih najstarejših spomenikov v mestu, vključno s stolnico Kristusa Odrešenika. Leta 1932 je vodil zadušitev delavske stavke v Ivanovo-Voznesensku. 

### Moskovski metro
V 30. letih 20. stoletja je Kaganovič skupaj z vodjema projekta Ivanom Kuznecovom in kasneje Izakom Segalom organiziral in vodil gradnjo prvega sovjetskega hitrega podzemnega transportnega sistema, Moskovske podzemne železnice, po njem do leta 1955 imenovane Metropoliten L.M. Kaganoviča. Odločitev za  izgradnjo metroja je bila sprejeta na plenumu Centralnega komiteja 15. junija 1931.  
15. oktobra 1941 je L.M. Kaganovič pred grozečo nemško zasedbo Moskve prejel ukaz, da zapre Moskovsko podzemno železnico in v treh urah pripravi predloge za njeno uničenje. Vozila in opremo naj bi pred uničenjem odstranili. 16. oktobra 1941 zjutraj podzemna železnica ni delovala. To je bil tudi edini dan v njeni zgodovini, ko ni delovala, ker je bil do večera  ukaz za njeno uničenje preklican. 
Po Stalinovi smrti se je iz imena podzemne železnice izbrisalo Kaganovičevo ime. 

## Odgovornost za lakoto 1932–1933
Julija 1932 sta Molotov in Kaganovič odpotovala v Harkov, takrat glavno mesto Ukrajine, da bi politbiroju ukrajinske komunistične partije naročila, naj določi kvoto dobave žita v višini 356 milijonov pudov (pud = 16,3806 kg) na leto. Vsi člani ukrajinskega Polibiroja so se zavzemali za zmanjšanje količine žita, ki bi jo morali kmetje predati državi, vendar sta Kaganovič in Molotov to "kategorično zavrnila". Kasneje istega meseca so voditeljem ukrajinske stranke poslali tajni telegram, v katerem so jim ukazali, naj okrepijo pridelavo žita in naložijo stroge kazni kmetom, ki tega niso upoštevali. Avgusta sta Stalin in Kaganovič objavila dekret, po katerem je bila kraja ali sabotaža državnega premoženja, vključno z lastnino kolektivnih kmetij, kaznovana s smrtjo. Kaganovič je ukrajinskim voditeljem poslal telegram o "nezadovoljivi hitrosti nabave žita". Ko je prizivno sodišče v Kijevu 13. januarja 2010 preiskovalo vzroke lakote v letih 1932–1933, znane kot gladomor, je navedlo te štiri incidente kot dokaz, da je bil Kaganovič vpleten v genocid nad ukrajinskim narodom. Četudi so bili Kaganovič in drugi razglašeni za krive in zočince, je bila zadeva takoj zaključena v skladu z 8. odstavkom 6. člena ukrajinskega zakonika o kazenskem postopku. Sodba sodišča se je nanašala tudi na Kaganovičev ponovni obisk v Harkovu decembra 1932, ko so med zasedanjem politbiroja, ki je trajalo do 4. ure zjutraj, prisotni Ukrajinci prosili, naj se kmetom dovoli, da obdržijo več žita za lastno rabo in seme za pridelek naslednjega leta, vendar jih je Kaganovič preglasoval in Stalinu sporočil, da jih je obtožil, da "resno ovirajo in spodkopavajo sistem dobav žita".
Kaganovič je oktobra 1932 odpotoval na severni Kavkaz, da bi se boril z razrednim sovražnikom, ki je sabotiral zbiranje žita in setev. Ker je naletel na odpor kozakov, je ukazal deportirati celotno prebivalstvo 16 kozaških vasi, v vsaki več kot 1000 ljudi. Deportirance je nadomestiti s kmeti z manj rodovitne zemlje.
Potoval je tudi v osrednje regije ZSSR in Sibirijo ter zahteval pospešitev kolektivizacije in represije proti kulakom, ki so jih na splošno krivili za počasno napredovanje kolektivizacije.

### Represija v Poltavski regiji
Poltavska regija je sabotirala in se upirala kolektivizaciji v Sovjetski zvezi bolj kot katera koli druga regija v Kubanu, kar  je Lazar Kaganovič razumel kot povezavo z ukrajinsko nacionalistično in kozaško zaroto. Kaganovič je neusmiljeno izvajal politiko rekvizicije žita v Poltavski regiji in preostalem delu Kubana ter osebno nadziral čiščenje lokalnih voditeljev in kozakov. Kaganovič je na odpor gledal skozi ukrajinsko optiko in svoje ukrepe utemeljeval s pismom, ki naj bi ga napisal lokalni kozaški ataman Grigorij Omelčenko, v katerem je zagovarjal kozaški separatizem, in lokalnimi poročili o odporu proti kolektivizaciji, povezanih  z njim. Kaganovič v svojih govorih po vsej regiji ni razkril, da so bili številni, ki so bili tarča preganjanja v Poltavski regiji,  deportirani ali ustreljeni skupaj z njihovimi družinskimi člani in prijatelji tudi več let pred domnevno Omelčenkovo krizo. Ker je regija veljala za najbolj uporniško območje, so bili skoraj vsi naseljenci (ali 12.000)  deportirani na sever. Njihova deportacija je sovpadla ali bila del širše deportacije 46.000 kozakov iz Kubana. Istočasno se je Poltavska regija preimenovala v Krasnoarmejsko (rusko Красноарме́йская, Krasnoarmejskaja).

## "Železni Lazar"
Spomladi 1935 je Kaganoviča na položaju sekretarja za partijsko organizacijo in predsednika komisije za čiščenje  zamenjal Nikolaj Ježov, bodoči vodja NKVD, čigar vzpon je bil znanilec velike čistke. Kaganovič je Ježova leta 1933 sam izbral za namestnika vodje komisije za čiščenje, kar je znatno pospešilo njegovo kariero. Marca 1935 je Kaganoviča na mestu prvega sekretarja moskovske partijske organizacije zamenjal Nikita Hruščov. 
Od februarja 1935 do leta 1937 je bil Kaganovič narkom (narodni komisar, minister) za železnice. Imenovanje na ta položaj je bilo prvi korak pri njegovem prehodu s partijskega na gospodarsko področje, čeprav je leta 1935 odigral pomembno vlogo pri pripravah na veliko čistko. Še preden se je čistka začela, je organiziral aretacije več tisoč železniških upravnikov in direktorjev, obtoženih sabotaže. Pred začetkom prvega moskovskega javnega sojenja avgusta 1936 sta Kaganovič in Ježov skupaj poročala Stalinu, ki je bil na dopustu, o napredku pri prisili obtožencev k priznanju. V Moskvi je bil tudi zato, da bi olajšal Ježovovo imenovanje za vodjo NKVD, potem ko je Stalin zahteval odstavitev sedanjega predsednika Genriha Jagode. Slednje je Kaganovič pohvalil kot "izjemno in modro odločitev našega očeta".
Med veliko čistko so Kaganoviča poslali iz Moskve v Ivanovo, na Kuban, Smolensk in drugam, da bi spodbujal odpuščanja in aretacije. V Ivanovu je ukazal aretacijo pokrajinskega partijskega sekretarja in vodje propagandnega oddelka ter večino izvršnih oblasti obtožil, da so "sovražniki ljudstva". Njegov obisk je postal znan kot "črni tornado".
Na vseh partijskih konferencah poznih 30. let je imel govore, v katerih je zahteval povečana prizadevanja pri iskanju in pregonu "tujih vohunov" in "saboterjev". Zaradi svoje neusmiljenosti pri izvrševanju Stalinovih ukazov se ga je prijel vzdevek "Železni Lazar". V času, ko je bil komisar za železnice, je Kaganovič s podpisovanjem seznamov smrti sodeloval pri umoru 36.000 ljudi. Kaganovič je iztrebil toliko železničarjev, da ga je poklical eden od uradnikov in ga opozoril, da je ena od prog ostala popolnoma brez osebja. V letih 1936–1939 je Kaganovič podpisal 188 od 357 dokumentiranih seznamov za usmrtitve.
Potem, ko je ljudski  komisar za težko industrijo Sergo Ordžonikidze februarja 1937 storil samomor, je bil na njegovo mesto imenovan Kaganovič. Avgusta 1938 je bil imenovan za namestnika predsednika Sveta ljudskih komisarjev in leta  1939 za ljudskega komisarja za naftno industrijo. Med drugo svetovno vojno je bil Kaganovič komisar (član vojaškega sveta) Severnokavkaške in Transkavkaške fronte. V letih 1943–1944 je bil ponovno narkom za železnice. Leta 1943 je prejel naziv Heroj socialističnega dela. Od leta 1944 do 1947 je bil minister za gradbene materiale. 

## Politični zaton
Kaganovičev politični vpliv se je po vojni precej zmanjšal. Prvi znak njegovega oslabljenega položaja je bil, da je leta 1941 njegov brat Mihail storil samomor, ko je bil takoj po nemški invaziji soočen z aretacijo. Lazar Kaganovič mu domnevno ni poskušal pomagati. Ko je bil ustanovljen Državni obrambni odbor za usmerjanje vojne, je bil Kaganovič iz njega  sprva izključen, potem pa je bil februarja 1942 kooptiran. Leta 1946 je bil v kremeljski hierarhiji uradno uvrščen na deveto mesto.
Leta 1947, potem ko Ukrajina zaradi suše ni uspela dostaviti svoje kvote žita, je Kaganovič zamenjal Hruščova na mestu prvega sekretarja Ukrajinske komunistične partije.  Hruščov je bil degradiran na mesto predsednika vlade. Ko je bil Kaganovič odpoklican, je bil Hruščov decembra 1947 ponovno postavljen na svoj prejšnji položaj. 
Od leta 1949 do Stalinove smrti marca 1953 je bil Kaganovič v negotovem položaju zaradi državno sponzoriranega antisemitizma, ki je dosegel vrhunec s sojenjem Slánskemu v Pragi, in zarote zdravnikov, med katero je bilo aretiranih na stotine Judov, vključno z Molotovovo ženo Polino Žemčužino. Mnogi so bili mučeni in ustreljeni. Kaganovič je vseskozi ostal na položaju kot najuglednejši Jud v sovjetskem vodstvu, vendar ni bil več vabljen na družabna srečanja s Stalinom. Kaganovič je s strahom in trepetom opazoval potek dogodkov.
Od leta 1948 do 1952 je bil predsednik Gossnaba, Državne komisije za materialno-tehnično oskrbo in razdeljevanje dobrin podjetjem. 
Po Stalinovi smrti se je zdelo, da je Kaganovič spet pridobil nekaj izgubljenega vpliva. Marca 1953 je bil imenovan za enega od štirih prvih podpredsednikov Sveta ministrov in potrjen kot polnopravni član desetčlanskega Prezidija (novo ime za Politbiro). 24. maja 1955 je bil imenovan za prvega predsednika Goskomtruda (Državni odbor za delo in plače).
Z vzponom Nikite Hruščova se je njegov položaj hitro poslabšal. V 30. letih 20. stoletja je bil Hruščovov mentor, vendar mu Hruščov ni odpustil dogodka, ko ga je Kaganovič leta 1947 zamenjal na položaju vodje ukrajinske partije. Hruščov ga je takrat začel prezirat in v svojih spominih zapisal:  
"Njegovo vedenje se mi je gnusilo in gnusilo se je tudi drugim. Bil je nič drugega kot lakaj ... Stalin ga je imel za zgled človeka, 'odločnega v svoji razredni zavesti’ in ‘nepopustljivega do svojih razrednih sovražnikov’. Pozneje smo še predobro ugotovili, kako odločen in nepopustljiv je bil v resnici Kaganovič. Bil je tiste vrste človek, ki ni rekel niti ene besede v zagovor lastnega brata, Mihaila Kaganoviča."
V letih 1956–1957 se je Kaganovič pridružil Molotovu, Georgiju Malenkovu in Dmitriju Šepilovu v poskusu odstranitve Hruščova s položaja, kar je bilo deloma odziv na tajni govor Hruščova februarja 1956, v katerem je obsodil Stalina in preganjanje nedolžnih partijskih funkcionarjev. 6. junija 1956 je bil Kaganovič odstavljen s položaja predsednika Državnega odbora za delo in plače. Ko se je junija 1957 sestal Centralni komite, da bi rešil ta spor, je bil Kaganovič obtožen "nedejavnosti in grobih kršitev revolucionarne zakonitosti" pri vodenju državnih komitejev, ki jim je predsedoval. Skupaj s še tremi člani skupine, ki se je zdaj uradno imenovala  Protipartijska skupina, je bil izključem iz prezidija. Bil je menda prestrašen, da ga bodo aretirali in ustrelili, in je  Hruščova po telefonu prosil za pomilostitev. Po odstavitvi je dobil službo direktorja majhne tovarne kalija na Uralu.
Leta 1961 je bil Kaganovič izključen iz partije in postal upokojenec, ki je živel v Moskvi. Njegovi vnuki so pripovedovali, da Kaganovič, ki je slovel po temperamentni in domnevno nasilni naravi, po odpustitvi iz Centralnega komiteja ni nikoli več vpil in je postal predan dedek.
Leta 1984 je njegov ponovni sprejem v partijo skupaj z Molotovim obravnaval politbiro. V zadnjih letih življenja je igral domino s kolegi upokojenci in kritiziral napade sovjetskih medijev na Stalina:  
"Najprej so se odrekli Stalina, zdaj malo po malo preganjajo socializem, oktobrsko revolucijo, v naslednjem hipu pa bodo hoteli preganjati tudi Lenina in Marxa."
Malo pred smrtjo je doživel srčni infarkt.
Leta 1991 je bil Kaganovič intervjuvan o domnevnem umoru Leninove vdove, v katerem je izjavil, da je bil Lavrentij Berija morda vpleten v zastrupitev Krupske. Ruski pisatelj Arkadij Vaksberg je komentiral, da je dejstvo, da je Kaganovič potrdil, da se je zastrupitev "res zgodila, pomembnejše od navedbe, kdo jo je naročil".
Kaganovič je umrl 25. julija 1991 v starosti 97 let, tik pred dogodki, ki so povzročili konec ZSSR. Pokopan je na pokopališču Novodevičji v Moskvi.

## Zasebno življenje
Kaganovič je začel delati pri 13 letih, kar je oblikovalo njegovo osebnost v odraslosti. Z rastjo njegove privrženosti Stalinu je poskušal zapolniti opazne vrzeli v svoji izobrazbi in vzgoji. Ko je Stalin opazil njegovo nepoznavanje slovnice, mu je dal tri mesece dopusta, da se je udeležil hitrega tečaja slovnice.
Poročen je bil z Marijo Markovno Kaganovič, rojeno Privorotskaja, asimilirano kijevsko Judinjo, ki je bila od leta 1909  vključena v revolucionarna gibanja. Gospa Kaganovič je bila dolga leta vplivna občinska uradnica in je neposredno ukazala rušenje Iberskih vrat in kapele ter stolnice Kristusa Odrešenika v Moskvi.
Zakonca sta imela hčerko Majo in posvojenega sina Jurija. Zgodovinarji so veliko pozornosti posvetili Kaganovičevemu judovstvu in temu, kako je bilo v nasprotju s Stalinovo pristranostjo. Kaganovič je pogosto ugotovil, da je moral dovoliti, da se njegovi družini zgodijo velike krutosti, da bi ohranil Stalinovo zaupanje. Moral je na primer dovoliti,  da je bil njegov brat prisiljen storiti samomor.
Družina Kaganovič je sprva, tako kot večina družin visokih sovjetskih funkcionarjev v tridesetih letih, živela konzervativno in skromno. Ko je Stalin gradnjo moskovskega metroja zaupal Kaganoviču, se je to spremenilo. Družina se je preselila v razkošno stanovanje blizu točke nič (postaja Sokolniki). Kaganovičevo stanovanje je bilo v dveh nadstropjih, kar je bilo v SSSR izjemna redkost, imelo zasebno garažo in posebne prostore za osebje, varnostnike in voznike.

## Odlikovanja in priznanja
- Red Lenina (štirikrat)
- Red rdeče delavske zastave  (27. oktober 1938)
- Heroj siocialističnega dela (5. november 1943)

## Dodatno branje
- Davies RW (2003).  Khlevniuk O, Rees EA, Kosheleva LP, Rogovaya LA (ur.). The Stalin-Kaganovich Correspondence, 1931–36. Yale University Press.
- Sheila Fitzpatrick (1996). Stalin's Peasants: Resistance and Survival in the Russian Village after Collectivization. New York: Oxford University Press.
- Sheila Fitzpatrick (1999). Everyday Stalinism: Ordinary Life in Extraordinary Times: Soviet Russia in the 1930s. New York: Oxford University Press.
- Stephen Kotkin (2017). Stalin: Waiting for Hitler, 1929–1941. New York: Random House.
- Edvard Radzinsky (1996) Stalin, Doubleday, 1996. ISBN 0-385-47954-9
- Rees, E.A. Iron Lazar: A Political Biography of Lazar Kaganovich (Anthem Press; 2012) 373 pages; scholarly biography
- Rubenstein, Joshua, The Last Days of Stalin, (Yale University Press: 2016)